# Louise de Marillac
Pour les articles homonymes, voir Marillac.

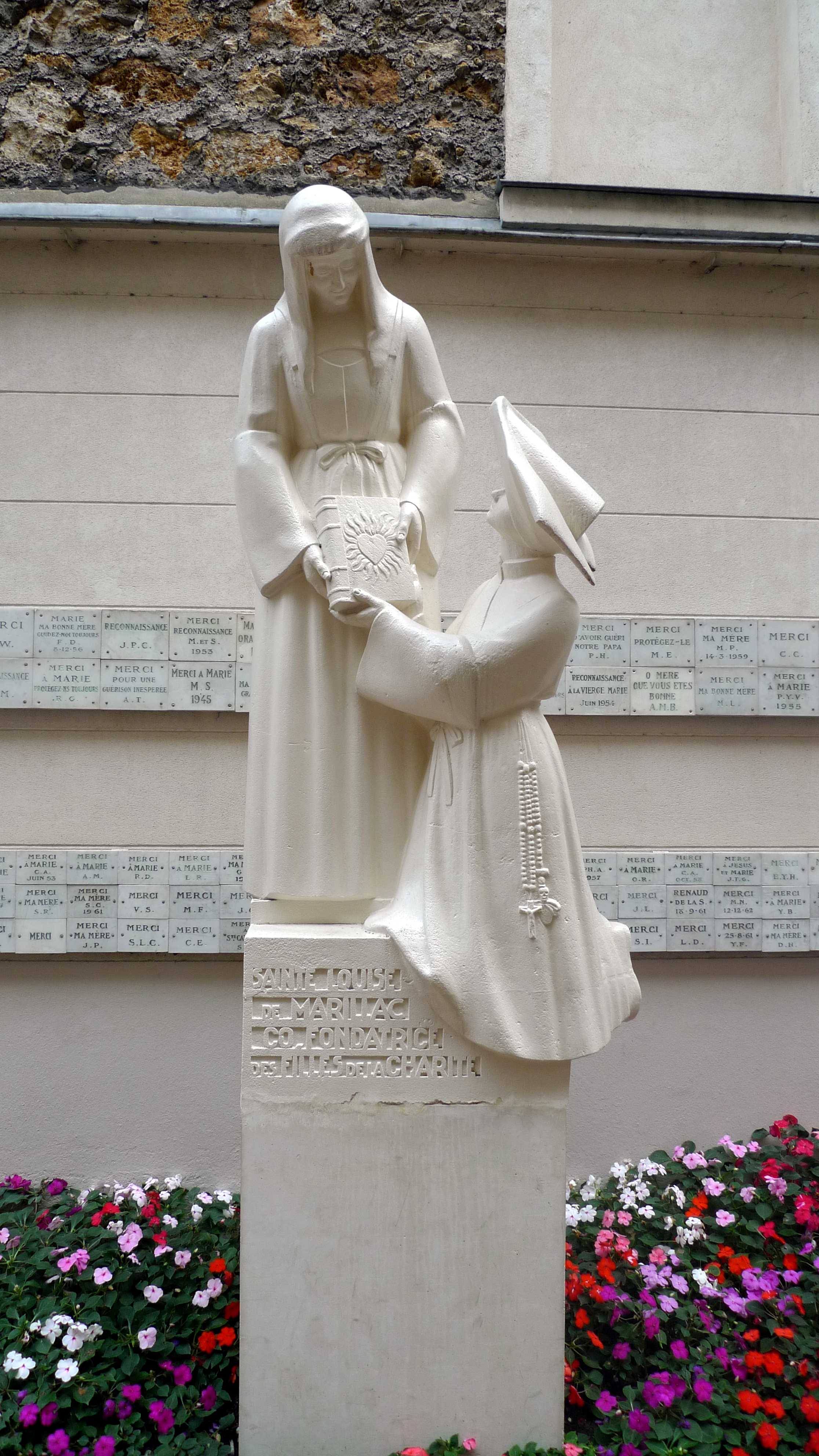
Sainte Louise de Marillac remettant le livre des Filles de la Charité à une novice. Statue de la chapelle Notre-Dame-de-la-Médaille-miraculeuse, Paris.

Louise de Marillac (Ferrières-en-Brie, 12 août 1591 - Paris, 15 mars 1660) est une aristocrate française, fondatrice avec saint Vincent de Paul des Filles de la Charité. Béatifiée en 1920, reconnue sainte par l'Église catholique et canonisée en 1934, elle a été proclamée sainte Patronne des œuvres sociales en 1960.
Elle est commémorée le 9 mai selon le Martyrologe romain (autrefois le 15 mars) et par la congrégation des Filles de la Charité.

## Biographie

### Origines et éducation (1591-1613)
Louise de Marillac (1591-1660) a vécu toute sa vie en Île-de-France.
D’une famille auvergnate ancienne mais seulement anoblie en 1569 en la personne de son grand-père Guillaume de Marillac (1518-1573), contrôleur général des finances, elle naît le 12 août 1591 à Ferrières-en-Brie. En effet, dans un acte notarié passé trois jours plus tard, Louis Ier de Marillac, « chevalier, seigneur de Ferrières-en-Brie et de Villiers-Adam, enseigne d’une compagnie de 50 lances des ordonnances du roi », la nomme sa « fille naturelle » et lui octroie une rente. Toutefois, aucun acte connu ne donne le nom de sa mère. Lorsque Louis Ier de Marillac se remarie, le 15 janvier 1595, il a sans doute déjà placé la petite Louise qui a quatre ans en pension au monastère royal Saint-Louis de Poissy.
Là, les dominicaines dispensent à la jeune Louise et à ses compagnes l'éducation habituellement donnée aux jeunes filles nobles : apprendre à connaître Dieu, à lire, écrire et peindre. Elle bénéficie également d'une solide formation humaniste, sous la houlette de l’une de ses tantes, mère Louise de Marillac, première du nom (1556-1629). C’est très probablement à cette époque que Louise connaît la spiritualité de la célèbre Catherine de Sienne qui transparaîtra plus tard dans ses écrits spirituels.
Quelques années plus tard, sans doute après la mort de Louis Ier de Marillac le 25 juillet 1604, Louise est placée par son oncle et tuteur Michel de Marillac (1560-1632), dans un foyer parisien pour jeunes filles nobles. Elle y apprend à tenir une maison et bénéficie du climat de réforme catholique qui embrase le Paris dévot.
Elle fréquente alors les capucines du faubourg Saint-Honoré, les « filles de la Croix », et, pensant devenir l’une d’entre elles, fait vœu de servir Dieu et son prochain.
Ancien ligueur devenu maître des requêtes au Parlement de Paris, membre de la Compagnie du Saint-Sacrement, parti dévot, Michel de Marillac prend alors une part active à la fondation du Carmel réformé en France et fréquente assidûment le cercle de madame Acarie. Il y rencontre les pères Pierre de Bérulle (1575-1629) et Honoré de Paris (1568-1624). Ce dernier, élu provincial des capucins en 1612, tenant compte de la faible complexion de Louise, lui conseille de ne pas se faire capucine, l’assurant que Dieu a sur elle un « autre dessein ».
Louise est bientôt accompagnée dans son cheminement spirituel par un cousin, Jean-Pierre Camus (1584-1652), évêque de Belley, grand ami de François de Sales, et neveu par alliance de Louis de Marillac. Malgré les absences prolongées du prélat (le concile de Trente demande aux évêques à résider dans leur diocèse), Louise s’attachera beaucoup à cet homme de Dieu aux multiples facettes, qui terminera sa vie chez les « Incurables ». Parmi les nombreux romans pieux que publie Jean-Pierre Camus, plusieurs ont pour but « de faire voir la jalousie de Dieu par les justes châtiments qu’Il fait sentir à ceux qui par force ou par ruse s’essaient de Lui arracher ses épouses d’entre les bras ».

### Les années du mariage: bonheur conjugal et scrupules spirituels (1613-1625)
Or, Michel de Marillac et son beau-frère Octavien II Doni d’Attichy (mort en 1614), d’origine florentine, voyant en Louise une nouvelle occasion de se rapprocher du pouvoir, choisissent de lui faire épouser un secrétaire des commandements de la reine mère, Marie de Médicis.
C’est ainsi que, le 5 février 1613, Louise de Marillac épouse, en l’église Saint-Gervais, Antoine Le Gras (1577-1625), issu d’une vieille famille de Montferrand qui accédera plus tard à la noblesse. Bien que ce dernier prétende se rattacher aux nobles Le Gras dont il porte le nom et les armes plutôt que ceux de ses ancêtres, son épouse sera appelée « mademoiselle », titre alors réservé aux épouses et aux filles d’écuyers, c’est-à-dire de nobles non titrés.
Dès octobre, la jeune femme donne prématurément naissance à un fils prénommé Michel (le 18 octobre 1613). Mais le bonheur familial des Le Gras est de courte durée : dès 1622, Antoine tombe gravement malade. Croyant que par cette maladie Dieu la punit de ne pas s’être donnée à Lui comme elle le lui a promis étant plus jeune, Louise connaît alors une longue période de dépression et de nuit spirituelle.
Toutefois, le jour de la Pentecôte 1623, alors que Louise prie en l’église Saint-Nicolas-des-Champs, son esprit est illuminé et ses doutes se dissipent en un instant. Par le parchemin où elle relate cette « Lumière de Pentecôte » et qu’elle portera sur elle le reste de ses jours, nous savons qu’elle acquiert ce jour-là la certitude que sa place était au chevet de son mari et qu’un temps viendrait où elle pourrait prononcer des vœux, vivre en communauté, et trouver un nouvel accompagnateur. Justement, à la fin de 1624 ou au début de 1625, elle rencontre le père Vincent de Paul qui établit alors des confréries de Charité à la fin des missions qu'il prêche dans les nombreuses paroisses des Gondi et qui, avec l'aide de ces derniers, va bientôt établir la Congrégation de la Mission, dite des Lazaristes.
Terrassé par la tuberculose, Antoine Le Gras s’éteint le 21 décembre 1625, laissant Louise et le jeune Michel, âgé de douze ans, dans une certaine précarité économique. Néanmoins, Louise place alors ce dernier en pension à Saint-Nicolas-du-Chardonnet. il deviendra avocat au parlement, puis, le 25 juin 1652, « conseiller du roi en sa cour des monnaies de Paris ». Michel épousera Gabrielle Le Clerc, fille de Nicolas Le Clerc, écuyer seigneur de Chennevières.

### Premières années sous la direction de Vincent de Paul (1625-1633)

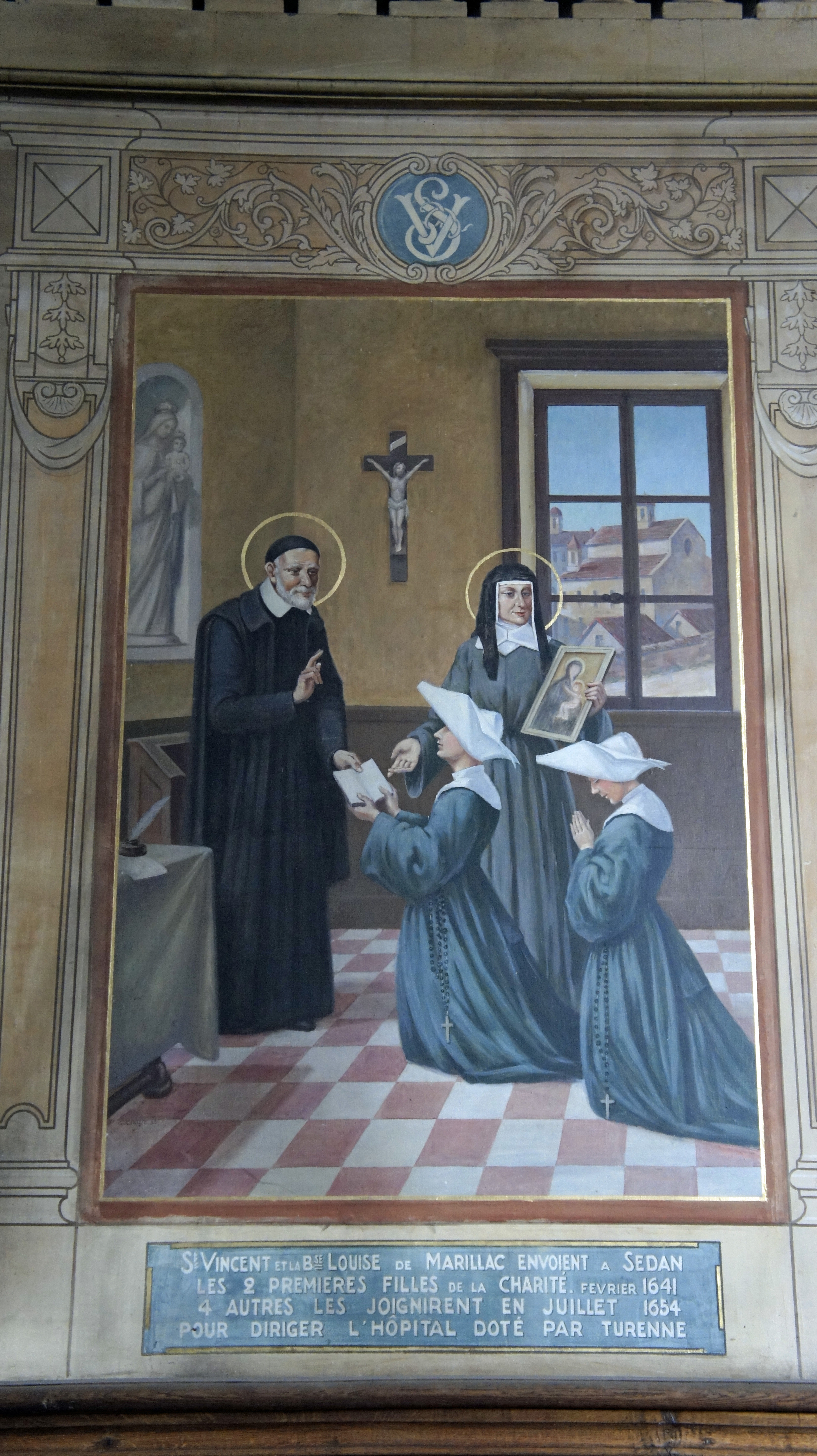
Vincent de Paul et Louise de Marillac envoient à Sedan les deux premières Filles de la Charité. Tableau de la chapelle de l’Hôpital de Sedan.

De 1625 à 1629, Vincent de Paul (également appelé « Monsieur Vincent »), qui est à Paris, réussit peu à peu à tourner mademoiselle Le Gras vers le salut des autres plutôt que vers sa propre piété ou son inquiétude maternelle. Si bien que, dans une lettre du 6 mai 1629, il en fait solennellement sa chargée de mission auprès des dames de la Charité tandis que le sort s'acharne sur la famille Marillac.
Issues de la noblesse et de la bourgeoisie, les dames de la Charité s’engagent à donner de leur temps au service corporel et spirituel des pauvres, mais certaines envoient leurs servantes ou leur font faire la cuisine plutôt que de la préparer elles-mêmes. Mais mademoiselle Le Gras, qui arrive généralement chargée de vêtements et de remèdes, réunit ces dames, les écoute et les encourage à voir le Christ à travers les pauvres qu’elles servent, passe les comptes en revue et forme des maîtresses d’école pour instruire les jeunes filles. Dorénavant, la personnalité de Louise se révèle à mesure qu’elle surmonte ses infirmités physiques et ses angoisses pour sillonner les paroisses afin d’y organiser ou d’y renforcer les charités.
Pendant ce temps, Michel de Marillac, nommé Garde des sceaux le 1er juin 1626, est devenu chef du parti dévot après la mort du cardinal Pierre de Bérulle (2 octobre 1629), tandis que son demi-frère Louis II de Marillac a été élevé à la dignité de maréchal de France le 3 juin 1629.
Depuis le siège de La Rochelle (août 1627-octobre 1628), leur opposition à la politique du cardinal de Richelieu est patente. Cette opposition sera la cause de leur chute, lors de la fameuse journée des Dupes (11 octobre 1630). Disgraciés, le maréchal et le chancelier sont respectivement emprisonné et assigné à résidence. Accusé de malversations et jugé par un tribunal tout acquis à Richelieu, le premier sera condamné à mort et décapité publiquement en place de Grève le 10 mai 1632. Le second, incarcéré dans la forteresse de Châteaudun y mourra le 7 août 1632 après avoir traduit le Livre de Job et commencé un Traité de la Vie Éternelle.
Entre-temps, le 5 février 1630, ayant visité la charité d’Asnières et se préparant à partir visiter celle de Saint-Cloud, Louise de Marillac veut célébrer l’anniversaire de ses noces en assistant à la messe. En recevant la communion, elle fait l’expérience du mariage mystique avec le Christ, qu’elle relate peu après par ces mots : « Il me sembla que Notre Seigneur me donnait pensée de Le recevoir comme l’Époux de mon âme ».
Cette expérience, elle ne va pas tarder à la partager avec d’autres. Le 19 février 1630, Monsieur Vincent, revenant d’une mission à Suresnes, lui envoie Marguerite Naseau, une jeune vachère de ce village, qui a appris à lire pour instruire la jeunesse des environs, et qui s’offre pour le service des pauvres. À la différence des dévotes parisiennes, cette jeune fille ne craindra pas de s'engager concrètement.

### À partir de la fondation des Filles de la Charité (1633-1660)

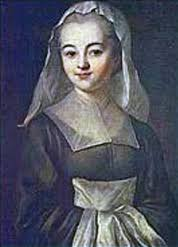
La vénérable Marguerite Naseau.

Ayant soigné des malades de la peste, Marguerite Naseau meurt peu après le 24 février 1633, mais déjà d’autres paysannes ont pris la relève. Le 29 novembre 1633, en accord avec Vincent de Paul, Louise les réunit sous son toit pour les former. C'est le début de la compagnie des Filles de la Charité. Le 25 mars 1642, Louise et quatre des premières sœurs font vœu de s’offrir totalement au service du Christ en la personne des pauvres.
Liés par une étroite collaboration et une grande amitié, Louise et Monsieur Vincent répondent ensemble aux appels des plus démunis de leur temps, grâce à la nouvelle compagnie qu’ensemble ils ont établie : éducation des enfants abandonnés, secours des victimes de la guerre de Trente Ans et de la Fronde, soin des malades à domicile ou dans les hôpitaux, service des galériens et des personnes handicapées mentales, instruction des filles du peuple, participation à la création de l’hospice du Saint-Nom de Jésus et de l’hôpital général de Paris, rien n’arrête ces nouvelles sœurs non cloîtrées, ces filles « de plein vent » qui ont pour voile « la sainte modestie », « pour monastère une maison de malade, pour cellule une chambre de louage, pour cloître les rues de la ville, ou les salles des hôpitaux » et pour devise : « La charité de Jésus Crucifié nous presse ».

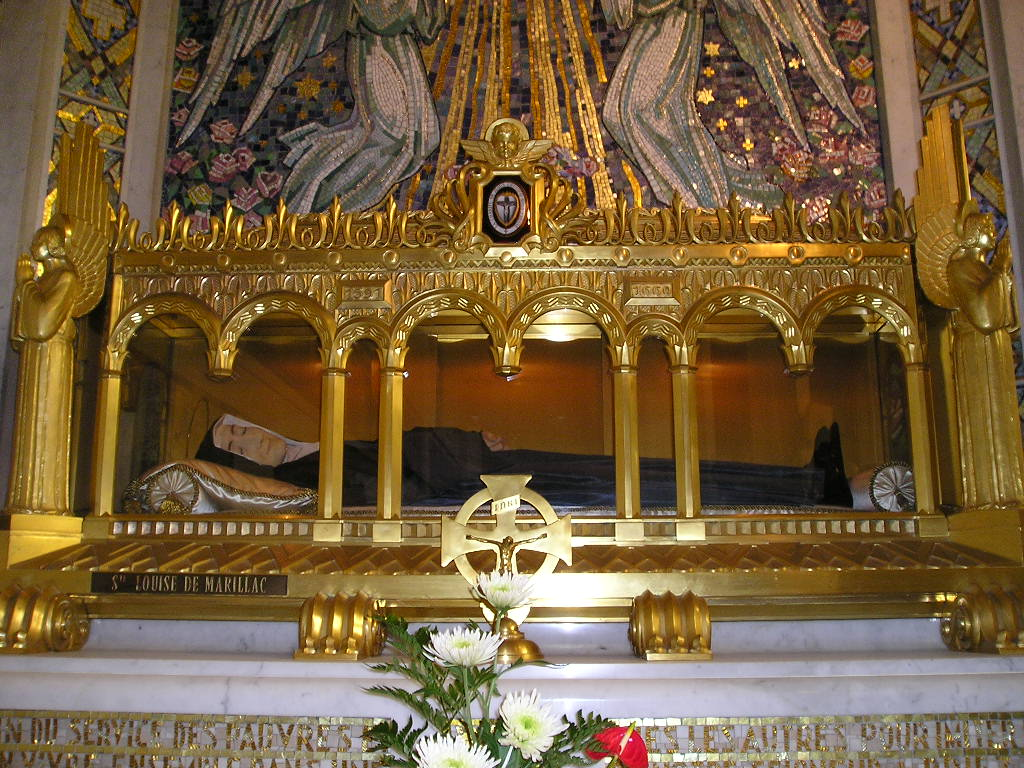
Châsse de sainte Louise de Marillac. Chapelle Notre-Dame-de-la-Médaille-miraculeuse, Paris.

Peu à peu, mademoiselle Le Gras envoie ou installe elle-même de nouvelles communautés partout où le besoin s’en fait sentir : dans près de trente villes de France, et jusqu'en Pologne : Paris, Richelieu, Angers, Sedan, Nanteuil-le-Haudouin, Liancourt, Saint-Denis, Serqueux, Nantes, Fontainebleau, Montreuil, Chars, Chantilly, Montmirail, Hennebont, Brienne, Étampes, Varsovie, Bernay (Eure), Sainte-Marie-du-Mont, Cahors, Saint-Fargeau, Ussel, Calais, Metz et Narbonne.
En 1657, Vincent de Paul loue Louise de Marillac disant qu'elle est « comme morte » (à elle-même) depuis plus de vingt ans, mais elle s’éteint seulement le 15 mars 1660, quelques mois avant lui à l'âge de 69 ans.
Son corps, tout d'abord inhumé en l'église Saint-Laurent de Paris, repose aujourd'hui en la chapelle de l’actuelle maison-mère des Filles de la charité, au 140 rue du Bac, à Paris.

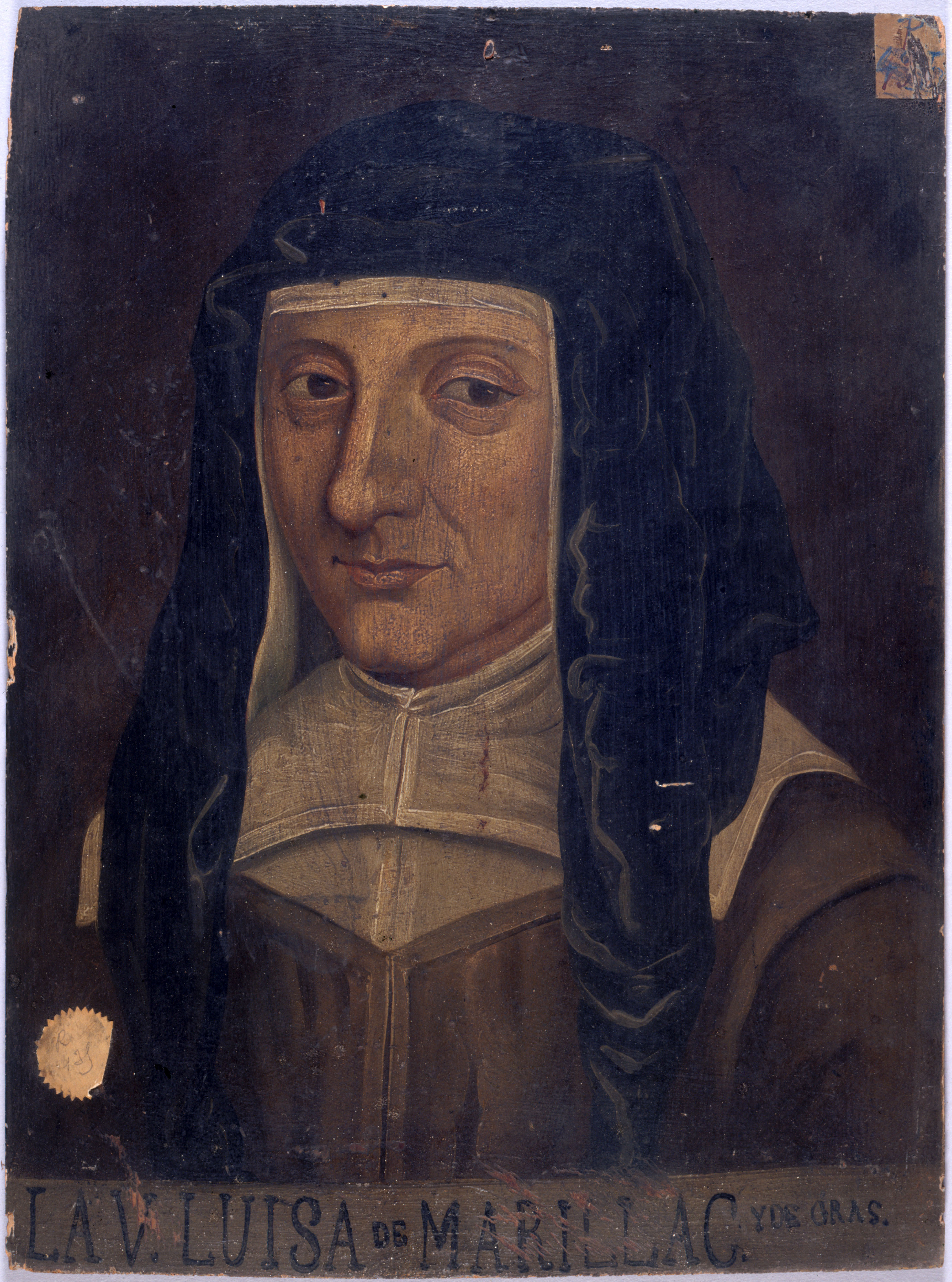
Portrait de Louise Legras, née de Marillac. Anonyme (ca. 1660), musée Carnavalet, Paris.

## Béatification et Canonisation
Louise de Marillac a été béatifiée le 9 mai 1920 par Benoît XV, canonisée le 11 mars 1934 par Pie XI et proclamée patronne des œuvres sociales en 1960 par Jean XXIII.
Elle était commémorée le 15 mars selon l'ancienne version du Martyrologe romain. Cependant cette fête tombait en plein carême et le Dicastère pour la Cause des Saints a demandé que cette date fût modifiée, ce qui fut accepté. De nos jours, l’Église catholique fait mémoire de sainte Louise de Marillac le 9 mai.
La congrégation des Filles de la Charité fête sa solennité le 9 mai, jour de sa béatification.